# Xã Collinsville, Quận Madison, Illinois
Xã Collinsville (tiếng Anh: Collinsville Township) là một xã thuộc quận Madison, tiểu bang Illinois, Hoa Kỳ. Năm 2010, dân số của xã này là 36.265 người.